# John Dustin Archbold

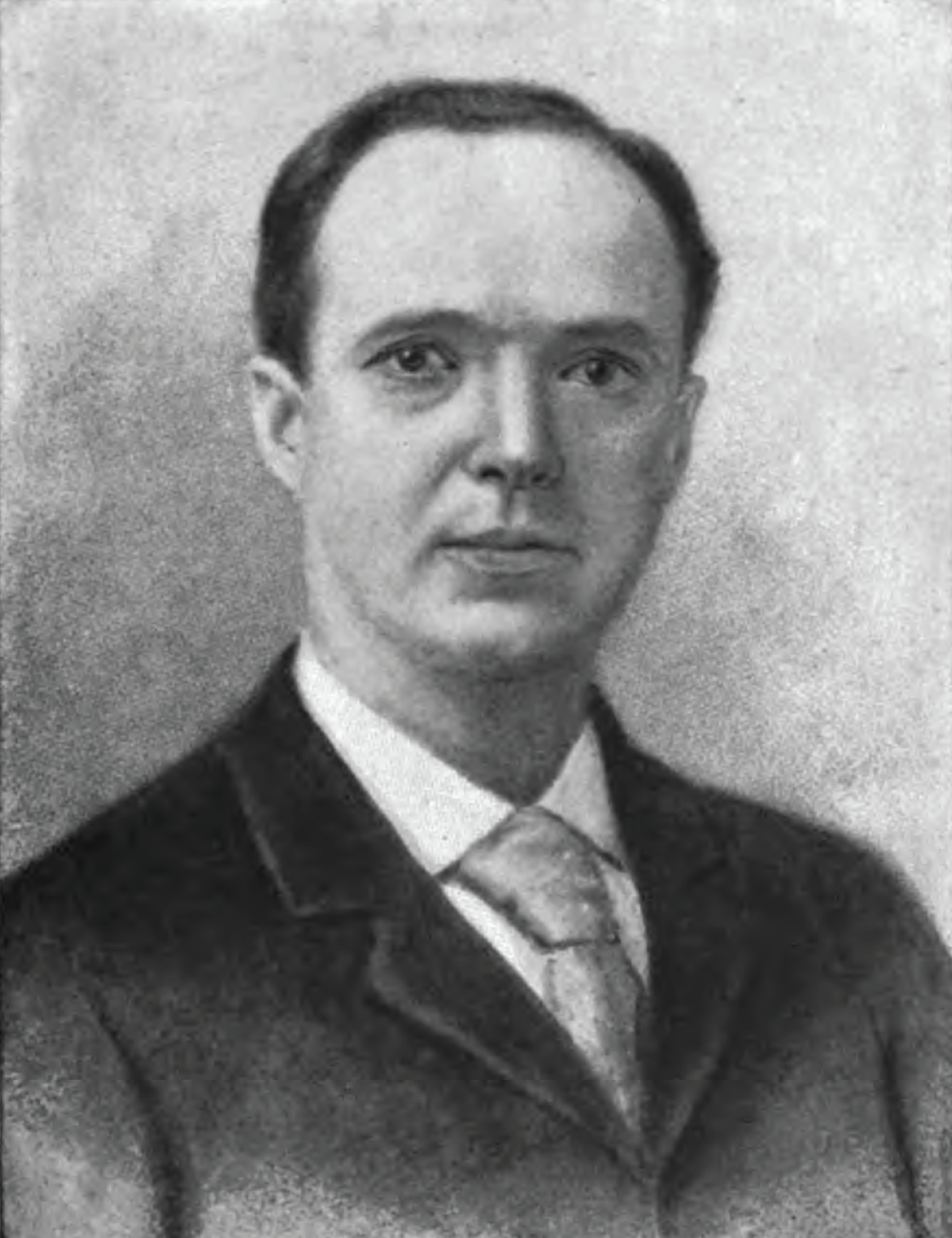
John Dustin Archbold

John Dustin Archbold (26 de julho de 1848 - 6 de dezembro de 1916) foi um empresário norte-americano e um dos primeiros refinadores de petróleo dos Estados Unidos. 

## Carreira
Sua pequena empresa petrolífera foi comprada pela Standard Oil Company de John D. Rockefeller. Archbold subiu rapidamente na Standard Oil, lidando com muitas das complexas negociações secretas ao longo dos anos. Em 1882, ele era o associado mais próximo de Rockefeller e normalmente atuava como o principal porta-voz da empresa. Rockefeller, depois de 1896, deixou assuntos de negócios para Archbold enquanto buscava sua filantropia; como vice-presidente, Archbold efetivamente administrou a Standard Oil até sua morte em 1916. Inspirado pelas políticas de Rockefeller, os principais objetivos de Archbold eram estabilização, eficiência e minimização de desperdícios no refino e distribuição de produtos petrolíferos. Quando a empresa foi desmembrada pela Suprema Corte em 1911 em 34 operações menores, Archbold tornou-se presidente da maior delas, a Standard Oil of New Jersey.